# Cut ’n’ Move
Cut ’n’ Move war eine dänische Dance-Pop/Hip-House-Formation der 1990er Jahre.

## Geschichte
Die Gruppe wurde 1989 von Jørn K (DJ), Per Holm (Musiker) und MC Zipp (Rapper) in Aarhus gegründet. 1990 kam Sängerin Thera Hoeymans hinzu. Die Debütsingle Take No Crap ging 1991 direkt auf Platz 1 in den dänischen Charts. Im selben Jahr erschien das Debütalbum bei Epic Records. 1992 wurden sie bei den Dansk Grammys in den Kategorien Newcomer, Hit und Dance-Album ausgezeichnet. 1993 kam für das zweite Album die Sängerin Zindy Laursen hinzu. Der Coversong Give It Up wurde 1993 ein internationaler Hit, darunter Platz 1 in Dänemark und Australien. Die späteren Singles gingen mehr in die damals populäre Richtung Eurodance und waren weniger erfolgreich. 1996 löste sich die Gruppe auf, es gab allerdings noch vereinzelte Auftritte danach.

## Diskografie

### Studioalben
| Jahr | Titel                 | Höchstplatzierung, Gesamtwochen, AuszeichnungChartplatzierungen (Jahr, Titel, Platzierungen, Wochen, Auszeichnungen, Anmerkungen) | Höchstplatzierung, Gesamtwochen, AuszeichnungChartplatzierungen (Jahr, Titel, Platzierungen, Wochen, Auszeichnungen, Anmerkungen) | Höchstplatzierung, Gesamtwochen, AuszeichnungChartplatzierungen (Jahr, Titel, Platzierungen, Wochen, Auszeichnungen, Anmerkungen) | Höchstplatzierung, Gesamtwochen, AuszeichnungChartplatzierungen (Jahr, Titel, Platzierungen, Wochen, Auszeichnungen, Anmerkungen) | Höchstplatzierung, Gesamtwochen, AuszeichnungChartplatzierungen (Jahr, Titel, Platzierungen, Wochen, Auszeichnungen, Anmerkungen) | Höchstplatzierung, Gesamtwochen, AuszeichnungChartplatzierungen (Jahr, Titel, Platzierungen, Wochen, Auszeichnungen, Anmerkungen) | Anmerkungen |
| Jahr | Titel                 | DK | DE | AT | CH | UK | US | Anmerkungen |
| ---- | --------------------- | --- | --- | --- | --- | --- | --- | ----------- |
| 1993 | Peace, Love & Harmony | — | DE62 (9 Wo.)DE | — | — | — | — |             |

Weitere Alben
- 1991: Get Serious
- 1995: The Sound of Now

### Singles
| Jahr | Titel Album                            | Höchstplatzierung, Gesamtwochen, AuszeichnungChartplatzierungen (Jahr, Titel, Album, Platzierungen, Wochen, Auszeichnungen, Anmerkungen) | Höchstplatzierung, Gesamtwochen, AuszeichnungChartplatzierungen (Jahr, Titel, Album, Platzierungen, Wochen, Auszeichnungen, Anmerkungen) | Höchstplatzierung, Gesamtwochen, AuszeichnungChartplatzierungen (Jahr, Titel, Album, Platzierungen, Wochen, Auszeichnungen, Anmerkungen) | Höchstplatzierung, Gesamtwochen, AuszeichnungChartplatzierungen (Jahr, Titel, Album, Platzierungen, Wochen, Auszeichnungen, Anmerkungen) | Höchstplatzierung, Gesamtwochen, AuszeichnungChartplatzierungen (Jahr, Titel, Album, Platzierungen, Wochen, Auszeichnungen, Anmerkungen) | Höchstplatzierung, Gesamtwochen, AuszeichnungChartplatzierungen (Jahr, Titel, Album, Platzierungen, Wochen, Auszeichnungen, Anmerkungen) | Anmerkungen                               |
| Jahr | Titel Album                            | DK | DE | AT | CH | UK | US | Anmerkungen                               |
| ---- | -------------------------------------- | --- | --- | --- | --- | --- | --- | ----------------------------------------- |
| 1991 | Take No Crap / Get Serious Get Serious | DK1 (4 Wo.)DK | — | — | — | — | US76 (6 Wo.)US |                                           |
| 1991 | Spread Love Get Serious                | DK1 (1 Wo.)DK | — | — | — | — | — |                                           |
| 1993 | Give It Up Peace, Love & Harmony       | DK1 (10 Wo.)DK | DE6 (26 Wo.)DE | AT6 (12 Wo.)AT | CH34 (2 Wo.)CH | UK61 (2 Wo.)UK | — | Original: KC and the Sunshine Band (1982) |
| 1993 | Sunshine Peace, Love & Harmony         | — | DE85 (3 Wo.)DE | — | — | — | — |                                           |
| 1995 | I’m Alive The Sound of Now             | DK4 (5 Wo.)DK | DE61 (10 Wo.)DE | AT21 (10 Wo.)AT | — | UK49 (2 Wo.)UK | — |                                           |

grau schraffiert: keine Chartdaten aus diesem Jahr verfügbar
Weitere Singles
- 1995: Real Emotion
- 1996: Missionary Man
- 1996: Upside Down

## Auszeichnungen für Musikverkäufe
| Platin-Schallplatte - Australien - 1994: für die Single Give It Up |

| Land/RegionAuszeichnungen für Musikverkäufe (Land/Region, Auszeichnungen, Verkäufe, Quellen) | Gold | Platin  | Verkäufe | Quellen     |
| -------------------------------------------------------------------------------------------- | ---- | ------- | -------- | ----------- |
| Australien (ARIA)                                                                            | —    | Platin1 | 70.000   | aria.com.au |
| Insgesamt                                                                                    | —    | Platin1 |          |             |